# Zalesie (powiat gostyński)
Zalesie – wieś w Polsce położona w województwie wielkopolskim, w powiecie gostyńskim, w gminie Borek Wielkopolski. Obszar sołectwa, liczący około 560 mieszkańców, obejmuje również osady Wygoda i Zacisze.
W okresie Pierwsi Piastowie istniały dwie osady na obszarze obecnego Zalesia: Zalesie położone po prawej stronie oraz Zalewo położone po lewej stronie rzeki Dąbrówki. Obie te osady były częścią grodu w Grabonogu. W XIV wieku włączono je do majątku rycerskiego, a w 1793 roku właścicielem Zalesia, Dąbrówki i Drogoszewa stał się Józef Nieświastowski. W z1842 roku miało miejsce uwłaszczenie chłopów. Od XIX wieku majątek Zalesie był własnością rodziny Stablewskich herbu Oksza, którzy w roku 1600 przenieśli się z Prus Zachodnich do Wielkopolski. W latach 1923–1925 odkryto w Zalesiu ciałopalne grobowisko, świadczące o istnieniu tu osoby prehistorycznej. Po zakończeniu II wojny światowej majątek został podzielony. W 1905 roku w wiosce powstała spółka melioracyjna, która działa do dziś.
W okresie Wielkiego Księstwa Poznańskiego (1815–1848) miejscowość należała do większych wsi w ówczesnym pruskim powiecie Kröben (krobskim) w rejencji poznańskiej. Zalesie należało do okręgu gostyńskiego tego powiatu i stanowiło odrębny majątek, którego właścicielem był wówczas (1846) Karol Stablewski. Według spisu urzędowego z 1837 roku wieś liczyła 434 mieszkańców, którzy zamieszkiwali 51 dymów (domostw). Późniejszym właścicielem był Kazmierz Stablewski. W latach 1975–1998 miejscowość należała administracyjnie do województwa leszczyńskiego.

## Pałac
Stanisław Stablewski, dyrektor ziemstwa kredytowego i ostatni Polak pełniący funkcję marszałka Wielkopolskiego sejmiku prowincjonalnego w 1875 roku wzniósł w majątku murowany pałacyk w stylu późnego klasycyzmu. Niżej, po stronie stoku, znajduje się oficjalna dworska, zbudowana w 1835 roku dla Kajetana Stablewskiego. Pałac był pełen życia i gości, wśród których znajdowali się m.in. Gustaw Potworowski, Maciej Mielżyński, Terturian Koczorowski i Karol Marcinkowski. W latach 1878–1880 gościł tu również znany malarz Napoleon Orda (1807-1883), który tworzył szkice do zbioru dworków Wielkopolskich. Irena Stablewska (1864-1939), córka Stanisława Stablewskiego, była znaną poetką i pisarką na przełomie XIX i XX wieku. Do roku 1958 w pałacu mieściła się siedziba zespołu Państwowego Gospodarstwa Rolnego. Obecnie pałac jest w prywatnej własności. Jego obecna właścicielka dokonała starannej restauracji, przywracając dawny blask budynkowi.

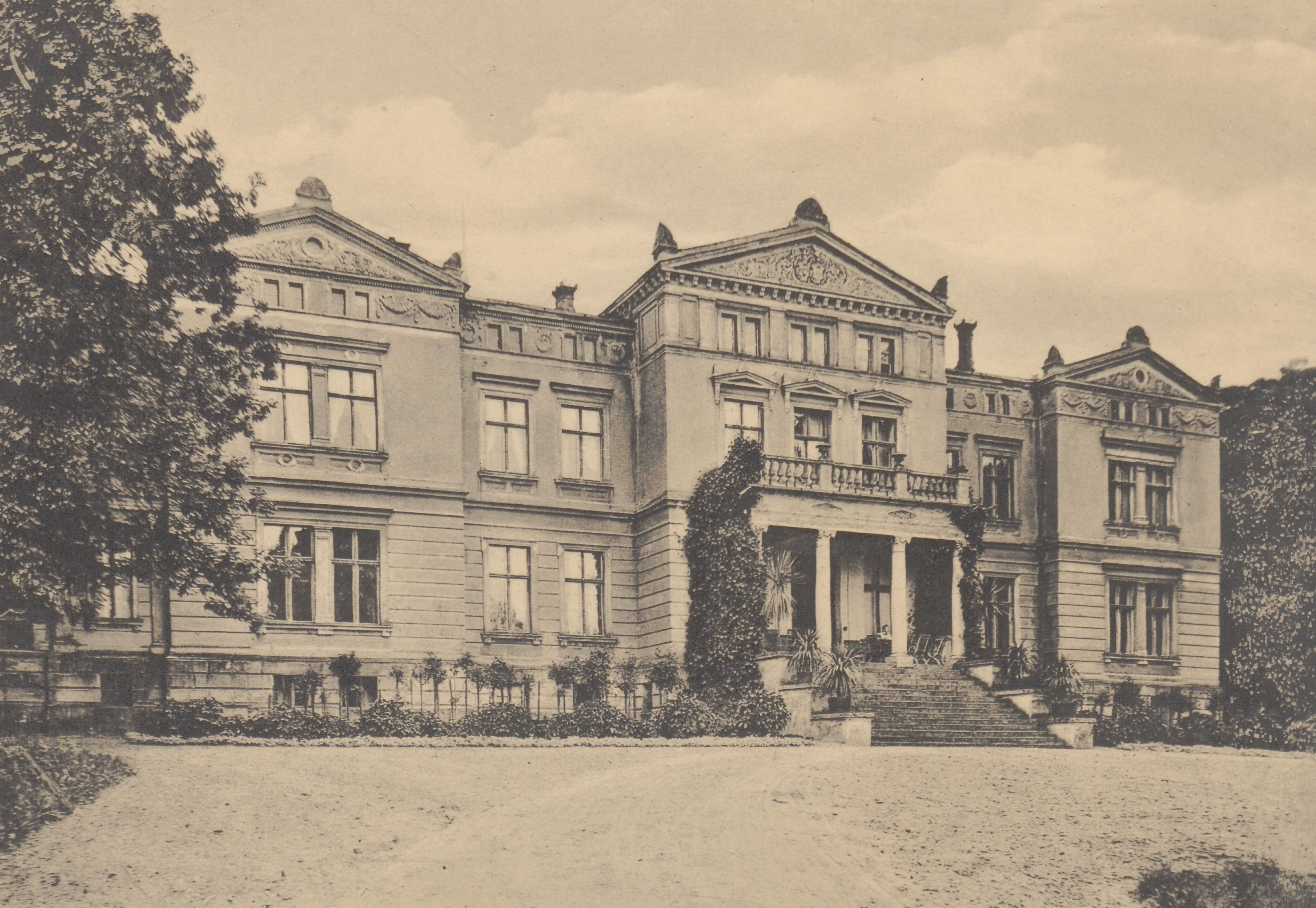
Widok pałacu przed 1912